# دهستان افشار
دهستان افشار نام دهستانی در بخش مرکزی شهرستان تکاب، استان آذربایجان غربی در ایران است. مرکز این دهستان، روستای اوغول‌بیگ می‌باشد.
براساس سرشماری مرکز آمار ایران در سال ۱۳۹۵، جمعیت این دهستان برابر با ۳٬۳۳۵ نفر (۱٬۰۴۰ خانوار) بوده‌است. 